# Crepidium samoense
Crepidium samoense är en orkidéart som först beskrevs av Rudolf Schlechter, och fick sitt nu gällande namn av Marg.. Crepidium samoense ingår i släktet Crepidium, och familjen orkidéer. Inga underarter finns listade i Catalogue of Life.